# 阿纳托利·安东诺夫
阿纳托利·伊万诺维奇·安东诺夫（俄語：Анато́лий Ива́нович Анто́нов；1955年5月15日—）是俄罗斯军官和外交官，曾任俄罗斯驻美国大使，于2017年8月21日通过总统令正式接替謝爾蓋·基斯利亞克。安东诺夫以强硬派和强硬谈判者着称，並于2017年9月1日在华盛顿特区上任。  2024年10月6日卸任回國。他曾任国防部副部长和外交部副部长。自2015年以来，他一直受到欧盟和加拿大的制裁，以回應俄烏戰爭  